# Castell de Pujalt
El castell de Pujalt és un edifici de Pujalt (Anoia) declarat bé cultural d'interès nacional. Corona un puig o mota de 773 m d'altitud, pels vessants est i oest del qual s'estén, esglaonada, la població, antigament emmurallada. El renom de castell de la Mota és molt tardà i es refereix al puig que li fa de suport, no a l'edificació.

## Descripció
El castell de Pujalt corona un puig o mota de 773 m d'altitud, pels vessants est i oest del qual s'estén, graonada, la població. Sempre ha tingut el nom històric de Pujalt; el renom de la Mota és molt tardà i es refereix al puig que li fa de suport, no a l'edificació. D'aquesta sols queden restes de murs, una cisterna i, ja al pendent, on comencen els carrers del poble, els murs de la capella romànica de Sant Ponç, sense volta i amb l'interior cobert de runa que sembla la capella del castell. La construcció del castell està realitzada amb petits carreus rectangulars disposats regularment i dels quals en deuen restar, segurament, amagats a la vegetació. Moltes cases s'han fet amb els carreus que la gent prenia i arrencava dels murs del castell.

## Història
Era un castell termenat documentat el 1020. Les primeres notícies indiquen que formava part de la marca o frontera del comtat de Berga fundada entre el 1001 i el 1035. Fou propietat directa dels vescomtes de Cerdanya tal com consta en el testament atorgat el 1035 pel comte Guifré II. El 1086 devia estar infeudat als Cardona, atès que en el testament del vescomte Ramon Folc aquest castell de Pujalt, juntament amb d'altres fou traspassat a la seva vídua Ermessenda de Girona i al seu germà Folc. El 1094, consta que el comte de Cerdanya Guillem Ramon, en testar el deixà al seu fill Bernat que el tenia com a feudatari del seu germà Guillem Jordà.
Al segle xii s'incorporà al comtat de Barcelona quan el de Cerdanya s'hi fusionà l'any 1116. Fou infeudat a diverses famílies; en primer lloc als Cervera. El 1175 Ramon de Cervera redimí els veïns del terme dels mals usos feudals de la cugucia, intestia i eixorquia. Al llarg del segle xii apareixen els cavallers cognomenats Pujalt, vinculats al castell com a castlans menors. El 1143 trobem un Ramon de Pujalt, conseller del comte de Barcelona Ramon Berenguer IV. L'any 1160, un Bernat de Pujalt és testimoni en l'acta de donació que el comte Ramon Berenguer IV fa al monestir de Valldaura del lloc de Santes Creus. Al segle xiii (1213) Guillem de Pujalt és present en un acte en el qual Ramon de Cervera donà la potestat del castell de l'Espelt a l'ardiaca de Vic.
El 1251 el domini del castell, fins aleshores en poder dels Cervera, va passar a ser de Jaume I, per permuta feta entre el monarca i Sibil·la de Cervera, esposa de Guillem Ramon de Montcada. Vers el 1360 el rei empenyorà el lloc a Francesc Bertran, de Barcelona que surt esmentat com a propietari del castell en el fogatjament de 1365-70. El 1375 el castell ja havia passat al comtat de Cardona. Els senyors de Cardona donaren diversos privilegis als habitants de Pujalt al llarg dels segles xiv i xv i en foren senyors fins a l'abolició dels senyorius jurisdiccionals al segle xix.